# NBA-Draft 2019
Der NBA-Draft 2019 fand am 20. Juni 2019 im Barclays Center in Brooklyn, New York statt. In zwei Draftrunden konnten sich die 30 NBA-Teams die Rechte an 60 Nachwuchsspielern aus Collegeligen (meist aus der NCAA) und dem Ausland sichern.
Bei der Draft-Lotterie am 14. Mai 2019 wurde die endgültige Auswahlreihenfolge ermittelt. An dieser gewichteten Lotterie nahmen die 14 Mannschaften teil, die sich nicht für die Playoffs der Saison 2018/19 qualifizieren konnten. Die New Orleans Pelicans gewannen die Lotterie, mit einer Wahrscheinlichkeit von 6,0 % auf das erste Auswahlrecht, vor den Memphis Grizzlies (6,0 %) und den New York Knicks (14,0 %). Als Favorit für den ersten Pick galt der US-amerikanische Combo Forward Zion Williamson. Williamson wurde dann auch als erster Spieler des Drafts von den New Orleans Pelicans ausgewählt.
Alle Spieler, die sich zum Draft anmeldeten, mussten unabhängig von Schulabschluss oder Nationalität vor dem 31. Dezember 2000 geboren sein. Wenn sie kein „internationaler Spieler“ waren, musste zwischen dem Tag der Anmeldung und dem letzten High-School-Jahr mindestens ein Jahr vergangen sein.

## 1. Runde
Abkürzungen: PG = Point Guard, SG = Shooting Guard, SF = Small Forward, PF = Power Forward, C = Center; Fr. = Freshman, So. = Sophomore, Jr. = Junior, Sr. = Senior 
| Pick | Spieler                  | Position | Nationalität       | Franchise                                        | vorheriges Team/College        |
| ---- | ------------------------ | -------- | ------------------ | ------------------------------------------------ | ------------------------------ |
| 1    | Zion Williamson          | PF       | Vereinigte Staaten | New Orleans Pelicans                             | Duke (Fr.)                     |
| 2    | Ja Morant                | PG       | Vereinigte Staaten | Memphis Grizzlies                                | Murray State (Fr.)             |
| 3    | R. J. Barrett            | SG/SF    | Kanada             | New York Knicks                                  | Duke (Fr.)                     |
| 4    | De’Andre Hunter          | SF       | Vereinigte Staaten | Los Angeles Lakers (nach Atlanta getradet)       | Virginia (So.)                 |
| 5    | Darius Garland           | PG       | Vereinigte Staaten | Cleveland Cavaliers                              | Vanderbilt (Fr.)               |
| 6    | Jarrett Culver           | SG       | Vereinigte Staaten | Phoenix Suns (nach Minnesota getradet)           | Texas Tech (So.)               |
| 7    | Coby White               | PG       | Vereinigte Staaten | Chicago Bulls                                    | North Carolina (Fr.)           |
| 8    | Jaxson Hayes             | C        | Vereinigte Staaten | Atlanta Hawks (nach New Orleans getradet)        | Texas (Fr.)                    |
| 9    | Rui Hachimura            | PF       | Japan              | Washington Wizards                               | Gonzaga (Jr.)                  |
| 10   | Cam Reddish              | SF       | Vereinigte Staaten | Atlanta Hawks (von Dallas)                       | Duke (Fr.)                     |
| 11   | Cameron Johnson          | SG       | Vereinigte Staaten | Minnesota Timberwolves (nach Phoenix getradet)   | North Carolina (Sr.)           |
| 12   | PJ Washington            | PF       | Vereinigte Staaten | Charlotte Hornets                                | Kentucky (So.)                 |
| 13   | Tyler Herro              | SG       | Vereinigte Staaten | Miami Heat                                       | Kentucky (Fr.)                 |
| 14   | Romeo Langford           | SG       | Vereinigte Staaten | Boston Celtics (von Sacramento via Philadelphia) | Indiana (Fr.)                  |
| 15   | Sekou Doumbouya          | PF       | Frankreich         | Detroit Pistons                                  | Limoges CSP (Frankreich)       |
| 16   | Chuma Okeke              | PF       | Vereinigte Staaten | Orlando Magic                                    | Auburn (So.)                   |
| 17   | Nickeil Alexander-Walker | SG       | Kanada             | Brooklyn Nets (nach New Orleans getradet)        | Virginia Tech (So.)            |
| 18   | Goga Bitadze             | C        | Georgien           | Indiana Pacers                                   | Mega Bemax (Serbien)           |
| 19   | Luka Šamanić             | PF       | Kroatien           | San Antonio Spurs                                | Olimpija Ljubljana (Slowenien) |
| 20   | Matisse Thybulle         | SF       | Vereinigte Staaten | Boston Celtics (von LA Clippers via Memphis)     | Washington (Sr.)               |
| 21   | Brandon Clarke           | PF       | Kanada             | Oklahoma City Thunder (nach Memphis getradet)    | Gonzaga (Jr.)                  |
| 22   | Grant Williams           | SF       | Vereinigte Staaten | Boston Celtics                                   | Tennessee (Jr.)                |
| 23   | Darius Bazley            | SF       | Vereinigte Staaten | Utah Jazz (nach Oklahoma City getradet)          | Princeton HS (Sharonville, OH) |
| 24   | Ty Jerome                | PG       | Vereinigte Staaten | Philadelphia 76ers                               | Virginia (Jr.)                 |
| 25   | Nassir Little            | SF       | Vereinigte Staaten | Portland Trail Blazers                           | North Carolina (Fr.)           |
| 26   | Dylan Windler            | SF       | Vereinigte Staaten | Cleveland Cavaliers (von Houston)                | Belmont (Sr.)                  |
| 27   | Mfiondu Kabengele        | C        | Kanada             | Brooklyn Nets (von Denver)                       | Florida State (So.)            |
| 28   | Jordan Poole             | SG       | Vereinigte Staaten | Golden State Warriors                            | Michigan (So.)                 |
| 29   | Keldon Johnson           | SF       | Vereinigte Staaten | San Antonio Spurs (von Toronto)                  | Kentucky (Fr.)                 |
| 30   | Kevin Porter Jr.         | SG       | Vereinigte Staaten | Milwaukee Bucks (nach Detroit getradet)          | USC (Fr.)                      |

## 2. Runde
| Pick | Spieler                | Position | Nationalität                 | Team                                                                | vorheriges Team/College        |
| ---- | ---------------------- | -------- | ---------------------------- | ------------------------------------------------------------------- | ------------------------------ |
| 31   | Nicolas Claxton        | C        | Amerikanische Jungferninseln | Brooklyn Nets (von New York via Philadelphia)                       | Georgia (So.)                  |
| 32   | KZ Okpala              | SF       | Nigeria Vereinigte Staaten   | Phoenix Suns                                                        | Stanford (So.)                 |
| 33   | Carsen Edwards         | PG       | Vereinigte Staaten           | Philadelphia 76ers (von Cleveland via New York und Orlando)         | Purdue (Jr.)                   |
| 34   | Bruno Fernando         | C        | Angola                       | Philadelphia 76ers (von Chicago via LA Lakers)                      | Maryland (So.)                 |
| 35   | Marcos Louzada Silva   | SG       | Brasilien                    | Atlanta Hawks                                                       | Franca (Brasilien)             |
| 36   | Cody Martin            | SF       | Vereinigte Staaten           | Charlotte Hornets (von Washington via Atlanta, Denver und Atlanta)  | Nevada (Sr.)                   |
| 37   | Deividas Sirvydis      | SF       | Litauen                      | Dallas Mavericks                                                    | BC Rytas (Litauen)             |
| 38   | Daniel Gafford         | PF       | Vereinigte Staaten           | Chicago Bulls (von Memphis)                                         | Arkansas (So.)                 |
| 39   | Alen Smailagić         | PF       | Serbien                      | New Orleans Pelicans                                                | Santa Cruz Warriors (G League) |
| 40   | Justin James           | SG       | Vereinigte Staaten           | Sacramento Kings (von Minnesota via Cleveland, Denver und Portland) | Wyoming (Sr.)                  |
| 41   | Eric Paschall          | PF       | Vereinigte Staaten           | Atlanta Hawks (von LA Lakers via Indiana und Cleveland)             | Villanova (Sr.)                |
| 42   | Admiral Schofield      | SF       | Vereinigte Staaten           | Philadelphia 76ers (von Sacramento via Milwaukee und Brooklyn)      | Tennessee (Sr.)                |
| 43   | Jaylen Nowell          | SG       | Vereinigte Staaten           | Minnesota Timberwolves (von Miami via Indiana und Charlotte)        | Washington (So.)               |
| 44   | Bol Bol                | C        | Vereinigte Staaten Sudan     | Atlanta Hawks (von Charlotte)                                       | Oregon (Fr.)                   |
| 45   | Isaiah Roby            | PF       | Vereinigte Staaten           | Detroit Pistons (von Detroit via Oklahoma City und Boston)          | Nebraska (Sr.)                 |
| 46   | Talen Horton-Tucker    | SG       | Vereinigte Staaten           | Orlando Magic (von Brooklyn via Charlotte und Memphis)              | Iowa State (Fr.)               |
| 47   | Ignas Brazdeikis       | SF       | Kanada Litauen               | Sacramento Kings (von Orlando via New York)                         | Michigan (Fr.)                 |
| 48   | Terance Mann           | SG       | Vereinigte Staaten           | Los Angeles Clippers                                                | Florida State (Sr.)            |
| 49   | Quinndary Weatherspoon | SG       | Vereinigte Staaten           | San Antonio Spurs                                                   | Mississippi State (Sr.)        |
| 50   | Jarrell Brantley       | PF       | Vereinigte Staaten           | Indiana Pacers                                                      | Charleston (Sr.)               |
| 51   | Tremont Waters         | PG       | Vereinigte Staaten           | Boston Celtics                                                      | LSU (So.)                      |
| 52   | Jalen McDaniels        | SF       | Vereinigte Staaten           | Charlotte Hornets (von Oklahoma City)                               | San Diego State (So.)          |
| 53   | Justin Wright-Foreman  | PG       | Vereinigte Staaten           | Utah Jazz                                                           | Hofstra (Sr.)                  |
| 54   | Marial Shayok          | SG       | Kanada                       | Philadelphia 76ers                                                  | Iowa State (Sr.)               |
| 55   | Kyle Guy               | SG       | Vereinigte Staaten           | New York Knicks (von Houston)                                       | Virginia (Jr.)                 |
| 56   | Jaylen Hands           | SG       | Vereinigte Staaten           | Los Angeles Clippers (von Portland via Orlando und Detroit)         | UCLA (So.)                     |
| 57   | Jordan Bone            | SG       | Vereinigte Staaten           | New Orleans Pelicans (von Denver via Milwaukee)                     | Tennessee (Jr.)                |
| 58   | Miye Oni               | SG       | Nigeria Vereinigte Staaten   | Golden State Warriors                                               | Yale (Jr.)                     |
| 59   | Dewan Hernandez        | PF       | Vereinigte Staaten           | Toronto Raptors                                                     | Miami (FL) (Jr.)               |
| 60   | Vanja Marinković       | SG       | Serbien                      | Sacramento Kings (von Milwaukee)                                    | Partizan Belgrad (Serbien)     |